# Sven Ulreich
Sven Ulreich, född 3 augusti 1988 i Schorndorf, är en tysk professionell fotbollsmålvakt som spelar för Bayern München.

## Karriär
Den 3 oktober 2020 värvades Ulreich av Hamburger SV, där han skrev på ett treårskontrakt. Den 27 juni 2021 blev Ulreich klar för en återkomst i Bayern München.